# Jag – en kvinna
Jag – en kvinna är en dansk-svensk svartvit drama- och erotikfilm  från 1965 i regi av Mac Ahlberg. Filmen var Ahlbergs debut som långfilmsregissör och var också den första porrfilmen att visas utanför de speciella porrbiograferna och nådde därmed en större publik än dylika filmer normalt gjorde. Huvudrollen som Siv spelas av Essy Persson.

## Om filmen
Filmen var en dansk-svensk samproduktion där den svenska partnern var Europafilm och de danska Novaris Film och Nordisk Films Kompagni A/S. Som förlaga till filmen låg romanen Jeg – en kvinde av den danska författaren Siv Holm (pseudonym för Agnethe Thomsen), vilken omarbetades till filmmanus av Peer Guldbrandsen. Inspelningen ägde rum i Köpenhamn med omnejd försommaren 1965 med Ahlberg som fotograf. Filmen klipptes sedan ihop av Edith Nisted och premiärvisades den 17 september på fem olika biografer i Köpenhamn. Sverigepremiär fick den först 8 november samma år på biografen Anglais i Stockholm. Den var 98 minuter lång och tillåten från 15 år i Sverige.
Jag – en kvinna har även visats i flera andra länder. Reklamen kretsade ofta kring Essy Perssons person och hennes roll som ny sexstjärna. I Västtyskland distribuerades den i augusti 1966 under namnet Ich – eine Frau, i Frankrike från och med februari 1968 som Moi, une femme och i Storbritannien, USA och Kanada från och med hösten 1966 under namnet I, a Woman. I USA blev filmen helt förbjuden i vissa stater och i andra visades den i starkt nerklippt skick. I vissa stater förblev den dock ocensurerad och blev där en publikframgång. Filmen distribuerades även i Japan med premiär i maj 1968.

## Handling
Den unga sjuksköterskan Siv (Essy Persson) är uppvuxen i ett strängt religiöst hem. Hon är förlovad med Sven (Preben Kørning), men deras relation är av platonisk karaktär. En dag blir Siv förförd av patienten Heinz (Preben Mahrt) på sjukhuset där hon arbetar. Heinz har en fru, men är villig att skiljas för Sivs skull. Siv nekar dock, hon vill vara fri.
I stället lämnar Siv föräldrahemmet och beger sig till Köpenhamn, där hon börjar arbeta på sjukhus. Hon börjar träffa en rad olika män som alla ger henne sexuell njutning. Hon värdesätter friheten och vill inte binda sig vid någon. Till slut träffar hon en man som ger henne fullständig erotisk njutning. När de ska skiljas åt frågar hon vad han heter, men det vill han inte svara på då han inte tänker fortsätta deras kontakt. Siv inser med detta att hon har mött sin like och kan skratta åt det hela.

## Rollista
- Essy Persson – Siv Esruth, sjuksköterska
- Tove Maës	– Sivs mor
- Erik Hell	– Sivs far
- Preben Kørning – Svend (Sven), Sivs fästman
- Preben Mahrt – Heinz Gersen, antikvitetshandlare
- Bengt Brunskog – Lars Thomsen, styrman
- Jørgen Reenberg – doktor Dam
- Frankie Steele – Erik, den okände
- Ebba With – översköterskan
- Wandy Tworek – violinist

Dubbningsröster till danska
- Malene Schwartz – Sivs röst
- Carl Ottosen – Lars röst

### Fotnoter
1. 1 2 3 4 5  ”Jag – en kvinna”. Svensk Filmdatabas. http://sfi.se/sv/svensk-filmdatabas/Item/?itemid=4719&type=MOVIE&iv=Basic&ref=/templates/SwedishFilmSearchResult.aspx?id%3d1225%26epslanguage%3dsv%26searchword%3djag+-+en+kvinna%26type%3dMovieTitle%26match%3dBegin%26page%3d1%26prom%3dFalse. Läst 7 april 2013.